# Cussac-Fort-Médoc
Cussac-Fort-Médoc – miejscowość i gmina we Francji, w regionie Nowa Akwitania, w departamencie Żyronda.
Według danych na rok 1990 gminę zamieszkiwało 1318 osób, a gęstość zaludnienia wynosiła 73 osób/km² (wśród 2290 gmin Akwitanii Cussac-Fort-Médoc plasuje się na 329. miejscu pod względem liczby ludności, natomiast pod względem powierzchni na miejscu 612.).